# Хорвиц, Роберт
Хоуард Роберт Хо́рвиц (англ. Howard Robert Horvitz; род. 8 мая 1947, Чикаго) — американский биолог, лауреат Нобелевской премии по физиологии или медицине 2002 года. Основной научный вклад представляет исследования червя-нематоды Caenorhabditis elegans, в ходе которых были открыты гены-регуляторы апоптоза.
Профессор Массачусетского технологического института, член Национальной академии наук США (1991), иностранный член Лондонского королевского общества (2009).

## Биография
Семья Хорвица происходила из Российской империи и Галиции. Дед по отцу Сэмюэл Хорвиц (Соломон Михайлович Гуревич) — выходец из обеспеченной еврейской семьи из Щедрина; бабушка по отцу Циля Хорвиц (урождённая Болотина) эмигрировала в США в 1905 году из Новгород-Северского, избегая преследований российских властей за революционную деятельность. Родители матери Хорвица также были еврейскими иммигрантами: Давид Савит (Савицкий) был родом из Остра и эмигрировал в США в 1904 году, его жена Роуз Блайвайс эмигрировала в 1902 году из Дембица (тогда Австро-Венгерская империя).
Хорвиц окончил Гарвардский университет в 1972 году и там же защитил диссертацию на степень доктора философии в 1974 году. С тех пор работает в Массачусетском технологическом институте, где ныне профессор биологии.
В 2016 году подписал письмо с призывом к Greenpeace, Организации Объединённых Наций и правительствам всего мира прекратить борьбу с генетически модифицированными организмами (ГМО).
Член НАН США (1991), Американской академии искусств и наук (1994) и American Academy of Microbiology (1997), иностранный член Лондонского королевского общества (2009).

## Награды
- 1986 — Spencer Award in Neurobiology, Колумбийский университет[8]
- 1986 — Warren Triennial Prize, Массачусетская больница общего профиля в Бостоне[8]
- 1988 — U.S. Steel Foundation Award — Премия НАН США в области молекулярной биологии[англ.][8], «For significant contributions to the genetic analysis of the development of cell lineages in the nematode Caenorhabditis elegans»
- 1993 — V.D. Mattia Award, Roche Institute of Molecular Biology[англ.]
- 1994 — Hans Sigrist Award, Бернский университет[8]
- 1995 — Charles A. Dana Award[8]
- 1996 — Ciba-Drew Award[англ.]
- 1997 — Премия Розенстила (совместно с Джоном Салстоном), «For their pioneering studies of cell lineage in the nematode worm»
- 1998 — Премия Альфреда Слоуна[англ.]
- 1998 — Passano Award[нем.]
- 1999 — Международная премия Гайрднера, «In recognition of their pioneering contribution to our understanding of apoptosis»[9]
- 2000 — Премия Пауля Эрлиха и Людвига Дармштедтера
- 2000 — Премия фонда «March of Dimes» по биологии развития, «For pioneering work in revealing genetic control over the active process of programmed cell death or apoptosis.»[10]
- 2000 — Grand Prix Charles-Leopold Mayer[англ.]
- 2000 — Премия Луизы Гросс Хорвиц
- 2001 — Bristol-Myers Squibb Award[англ.]
- 2001 — Медаль Общества генетики Америки[англ.]
- 2002 — Премия Грубера по генетике[11]
- 2002 — Премия Уайли (совместно со Стэнли Корсмейером, первые удостоенные), «For his seminal research on programmed cell death and the discovery that a genetic pathway accounts for the programmed cell death within an organism, and Dr. Korsmeyer was chosen for his discovery of the relationship between human lymphomas and the fundamental biological process of apoptosis. Notably, Dr. Korsmeyer’s experiments established that blocking cell death plays a primary role in cancer.»
- 2002 — Нобелевская премия по физиологии или медицине (совместно с Джоном Салстоном и Сидней Бреннером), «За открытия в области генетического регулирования развития органов и механизмов апоптоза.»
- 2007 — Медаль Менделя от британского Общества генетиков[англ.][12]